# Campeonato Europeo de Patinaje Artístico sobre Hielo de 1964
El LV Campeonato Europeo de Patinaje Artístico sobre Hielo se realizó en Grenoble (Francia) del 14 al 18 de enero de 1964. Fue organizado por la Unión Internacional de Patinaje sobre Hielo (ISU) y la Federación Francesa de Deportes de Hielo

## Resultados

### Masculino
| Puesto | Nombre                | País                | Puntos |
| ------ | --------------------- | ------------------- | ------ |
| Oro    | Alain Calmat          | Francia             |        |
| Plata  | Manfred Schnelldorfer | Alemania Occidental |        |
| Bronce | Karol Divín           | Checoslovaquia      |        |

### Femenino
| Puesto | Nombre           | País         | Puntos |
| ------ | ---------------- | ------------ | ------ |
| Oro    | Sjoukje Dijkstra | Países Bajos |        |
| Plata  | Regine Heitzer   | Austria      |        |
| Bronce | Nicole Hassler   | Francia      |        |

### Parejas
| Puesto | Nombre                               | País                | Puntos |
| ------ | ------------------------------------ | ------------------- | ------ |
| Oro    | Marika Kilius / Hans-Jürgen Bäumler  | Alemania Occidental |        |
| Plata  | Liudmila Belousova / Oleg Protopopov | Unión Soviética     |        |
| Bronce | Tatiana Zhuk / Alexandr Gavrilov     | Unión Soviética     |        |

### Danza en hielo
| Puesto | Nombre                               | País           | Puntos |
| ------ | ------------------------------------ | -------------- | ------ |
| Oro    | Eva Romanová / Pavel Roman           | Checoslovaquia |        |
| Plata  | Janet Sawbridge / David Hickinbottom | Reino Unido    |        |
| Bronce | Yvonne Suddick / Roger Kennerson     | Reino Unido    |        |

## Medallero
| # | País                |   |   |   | Total |
| - | ------------------- | - | - | - | ----- |
| 1 | Alemania Occidental | 1 | 1 | 0 | 2     |
| 2 | Checoslovaquia      | 1 | 0 | 1 | 2     |
| 2 | Francia             | 1 | 0 | 1 | 2     |
| 4 | Países Bajos        | 1 | 0 | 0 | 1     |
| 5 | Reino Unido         | 0 | 1 | 1 | 2     |
| 5 | Unión Soviética     | 0 | 1 | 1 | 2     |
| 7 | Austria             | 0 | 1 | 0 | 1     |
|   | TOTAL               | 4 | 4 | 4 | 12    |